# دانة دمشقية
الدانة  الدمشقية أو الغصة الدمشقية (باللاتينية: Ballota damascena) نوع نباتي يتبع جنس الدانة من الفصيلة الشفوية من رتبة الشفويات.

## البيئة والانتشار
موطنها بلاد الشام ومصر.